# Cueto (Cuba)
Pour les articles homonymes, voir Cueto.
Cueto est une ville et une municipalité de Cuba dans la province de Holguín.

## Géographie

### Situation
Cueto se trouve dans le sud-est de l'île de Cuba, dans le sud de la province de Holguín et dans le nord-est de la plaine du río Cauto. 
Par la route elle se trouve à 
795 km sud-est de La Havane, 
64 km sud-est de sa capitale de province Holguín, et 
100 km nord de Santiago de Cuba, la principale ville du sud de l'île.

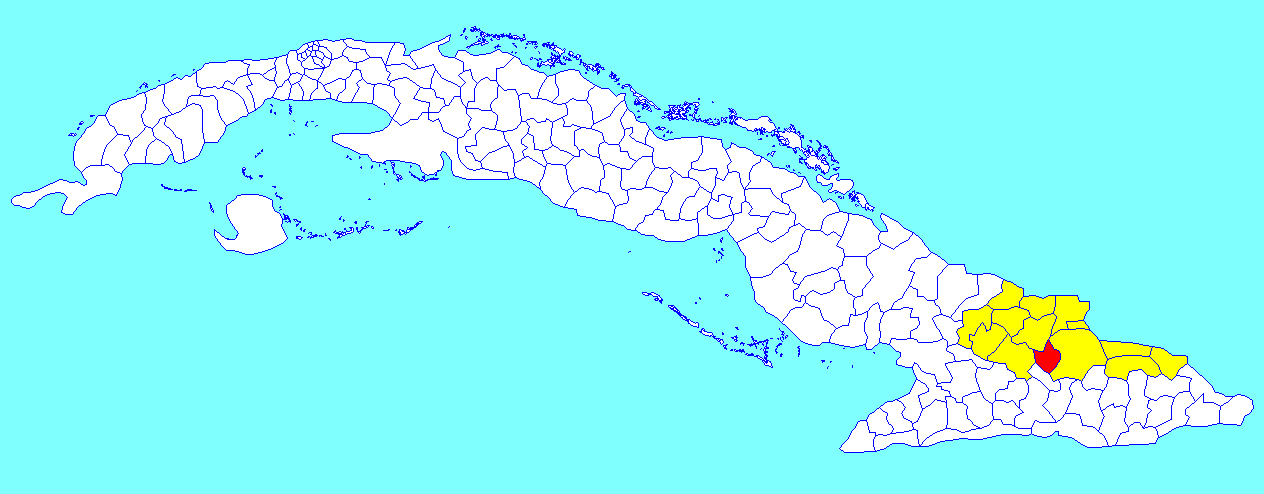
Municipalité de Cueto dans la province de Holguín

### Divisions administratives
Cueto a sept consejos populares :
- Cueto Oeste
- Cueto Este
- Barajagua
- Guamuta
- Marcané
- Alto Cedro
- Birán

## Population
En 2022 la population de la municipalité est estimée à 30 790 habitants. Pour une surface de 329 km2, la densité est de 93,58 habitants/km².